# Demain (novela)
Demain (o Mañana) es la décima novela de Guillaume Musso, fue publicada el 28 de febrero de 2013.
En 2017, Musso cuenta con más de 1,7 millones de ejemplares vendidos, incluyendo todas las ediciones de todas sus novelas.

## Resumen
La novela cuenta la historia de Emma, una joven neoyorkina de 32 años, que busca al hombre de su vida y la de Matthew, 32 años, joven viudo que vive con su hija de 4 años.
Se conocen por Internet y rápidamente desean conocerse. Acuden a la cita, el mismo día, a la misma hora, pero nunca se encuentran. 
La razón es que Emma vive en 2010 y Matthew en 2011. Matthew se da cuenta de que tiene la oportunidad de salvar a su difunta mujer. Mientras que, para Emma, empieza una investigación sorprendente que superará todo lo que podía imaginar

## Audiolibro
Se grabó un audiolibro en francés.
- Guillaume Musso, Demain, París, éd. Audiolib, 4 de julio de 2012 (ISBN 978-2-35641-496-0, nota BnF no FRBNF43622464)Narrador : Olivier Rubio; apoyo : 1 disco compacto audio MP3 ; duración : 9 h 30 min aproximadamente; referencia editor : Audiolib 25 1671 4

- Datos: Q16628366